# (13530) Ninnemann
(13530) Ninnemann ist ein Asteroid des Hauptgürtels, der am 13. September 1991 von Freimut Börngen und Lutz D. Schmadel an der Thüringer Landessternwarte Tautenburg (IAU-Code 033) im Tautenburger Wald in Thüringen entdeckt wurde. Er wurde am 23. Mai 2000 nach dem deutschen Mathematiker Olaf Ninnemann (* 1947) benannt, der sich besonders für die Zahlentheorie interessierte.
Der Himmelskörper gehört der Vesta-Familie an, einer großen Gruppe von Asteroiden, benannt nach (4) Vesta, dem zweitgrößten Asteroiden und drittgrößten Himmelskörper des Hauptgürtels.